# Alland
Alland osztrák mezőváros Alsó-Ausztria Badeni járásában. 2022 januárjában 2631 lakosa volt. 

## Elhelyezkedése

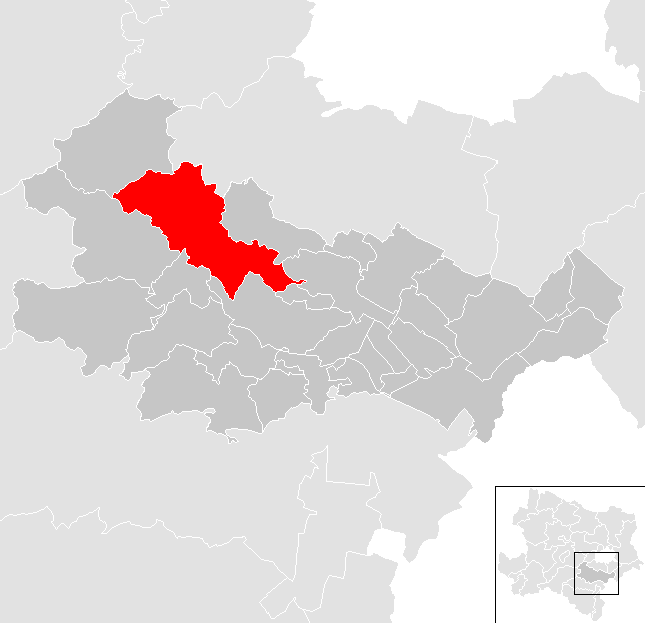
Alland a Badeni járásban

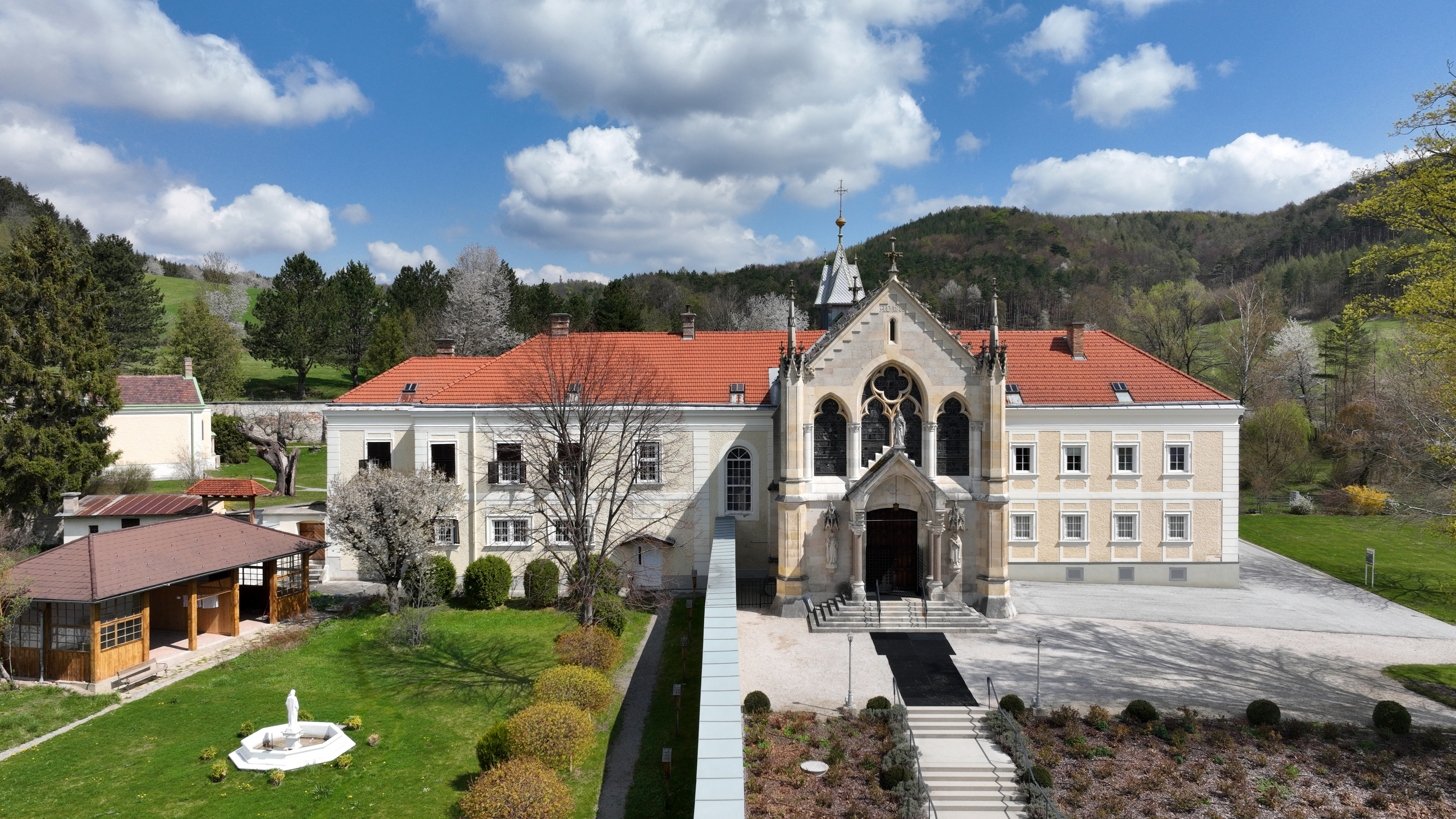
A meyerlingi karmelita kolostor

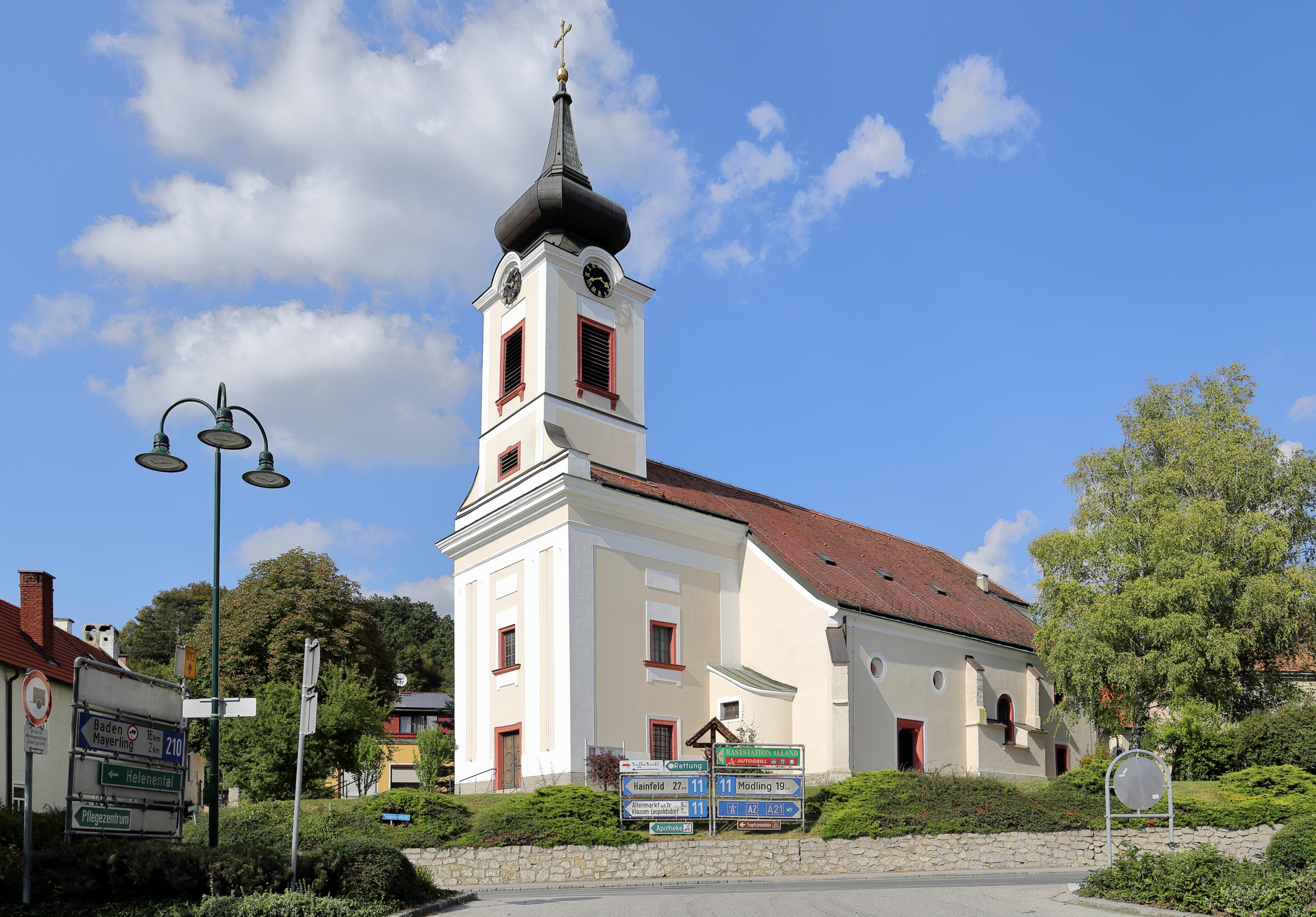
A Szt. György és Margit-plébániatemplom

Alland a tartomány Industrieviertel régiójában fekszik, a Bécsi-erdőben, a Schwechat folyó mentén. Legmagasabb pontja a 834 m-es Hohe Lindkogel. Területének 74,9%-a erdő, 19,6% áll mezőgazdasági művelés alatt. Az önkormányzat 10 települést és településrészt egyesít: Alland (1536 lakos 2022-ben), Glashütten (111), Groisbach (236), Holzschlag (57), Maria Raisenmarkt (160), Mayerling (265), Rohrbach (55), Schwechatbach (106), Untermeierhof (81) és Windhaag (24). 
A környező önkormányzatok: keletre Heiligenkreuz, délkeletre Baden bei Wien és Sooß, délre Bad Vöslau, délnyugatra Weissenbach an der Triesting, nyugatra Altenmarkt an der Triesting, északnyugatra Klausen-Leopoldsdorf, északkeletre Wienerwald.

## Története
A 8. században már egy fatemplom állt Alland helyén. 1002-ben II. Henrik király I. Babenberg Henriknek adományozta a Triesting folyó körüli vidéket, beleértve a mai Allandot is. Templomát írásban először 1123-ban említik, de akkor a plébániához akkora terület tartozott, amelyen ma 11 egyházközség osztozik. 1133-ban III. Lipót őrgróf az allandi egyházközség területén alapította a heiligenkreuzi cisztercita kolostort. 1249-ben Allandban született a férfiágon kihalt Babenberg-ház női örökösének, Gertrúdnak és a badeni őrgrófnak a közös gyermeke, I. Frigyes (a ház amelyben született átépítve, de ma is áll). 1253-ban Gertrúd a heiligenkreuzi kolostornak adományozta a falut. 
1507-ben Gandolf von Kienberg zu Kottingbrunn szerezte meg a birtokot, amely ezután egészen 1848-ig a kottingbrunni uradalom alá tartozott. Bécs 1529-es és 1683-as ostromakor a törökök felprédálták a falut; ezt követően a Habsburg-birtokokról favágókkal, szénégetőkkel, parasztokkal telepítették újra Allandot. 1781-ben Mária Terézia és fia, II.József megbízta az allandi erdészet építőmesterét, Philipp Schluckert, hogy építsen egy 22 km-es falat a bécsi lainzi vadaskert kötré. A vállalkozás csődbe jutott, Schukler egész vagyonát elvesztette. 
1889-ben Rudolf trónörökös az Alland területén található mayerlingi vadászkastélyban lőtte agyon szeretőjét, Maria Vetserát és utána saját magát is. 
1928-ban Alland község Groß-Mayerlingre változtatta a nevét. 1940-ben a nemzetiszocialista kormányzat kiköltöztette a mayerlingi karmelita kolostor apácáit és az épületekben útépítő munkásokat helyeztek el, akik a Bécset elkerülő körgyűrűt építették. Később további munkatábort hoztak létre a községben, ahová főleg francia hadifoglyokat szállítottak. 1944 júliusában két amerikai Boeing B-17 bombázó zuhant Alland területére, miután német vadászgépekkel ütköztek. A húszfős legénységből csak hárman menekültek meg. A világháborús bombázások során 1945 februárjában találat érte a tüdőszanatóriumot és 13-an életüket vesztették. A második világháború végén, 1945 áprilisában a község súlyos harcok színterévé vált, központját szinte teljesen lerombolta a tüzérségi tűz. A szovjet megszállást követően atrocitásokra került sor, egy férfit fejbelőttek, mert meg akarta akadályozni egy nő megerőszakolását, illetve egy nő meghalt, miután 26-an megerőszakolták. 
1972-ben Alland és a szomszédos Raisenmarkt nagyközségben egyesült. 2002-ben az önkormányzatot mezővárosi rangra emelték.

## Lakosság
Az allandi önkormányzat területén 2022 januárjában 2631 fő élt. A lakosságszám 1981 óta gyarapodó tendenciát mutat. 2020-ban az ittlakók 88%-a volt osztrák állampolgár; a külföldiek közül 2,4% a régi (2004 előtti), 4,9% az új EU-tagállamokból érkezett. 3,8% az egykori Jugoszlávia (Szlovénia és Horvátország nélkül) vagy Törökország, 0,9% egyéb országok polgára volt. 2001-ben a lakosok 79,3%-a római katolikusnak, 4,2% evangélikusnak, 2% ortodoxnak, 3,9% mohamedánnak, 9,6% pedig felekezeten kívülinek vallotta magát. Ugyanekkor 21 magyar élt a községben; a legnagyobb nemzetiségi csoportokat a németek (89,5%) mellett a horvátok (2,3%) és a szerbek (2%) alkották.
A népesség változása:
| Lakosok száma | 2568 | 2622 | 2631 |
|               | 2016 | 2018 | 2022 |

## Látnivalók
- a volt mayerlingi vadászkastély, ma karmelita kolostor
- a Szt. György és Szt. Margit-plébániatemplom
- a Raisenmarkti Mária-plébániatemplom
- Amstein várának romjai
- az allandi cseppkőbarlang

## Fordítás
- Ez a szócikk részben vagy egészben  az   Alland című német Wikipédia-szócikk ezen változatának fordításán alapul.  Az eredeti cikk szerkesztőit annak laptörténete sorolja fel. Ez a jelzés csupán a megfogalmazás eredetét és a szerzői jogokat jelzi, nem szolgál a cikkben szereplő információk forrásmegjelöléseként.